# Borstgrasrasen nördlich Simmersbach
Borstgrasrasen nördlich Simmersbach este o arie protejată (arie specială de conservare — SAC, sit de importanță comunitară — SCI) din Germania întinsă pe o suprafață de 91,13 ha, integral pe uscat.

## Localizare
Centrul sitului Borstgrasrasen nördlich Simmersbach este situat la coordonatele 50°49′52″N 8°22′55″E / 50.8311°N 8.3819°E.

## Înființare
Situl Borstgrasrasen nördlich Simmersbach a fost declarat sit de importanță comunitară în iunie 2000 pentru a proteja 1 specie de animale. Situl a fost protejat și ca arie specială de conservare în martie 2008.

## Biodiversitate
Situată în ecoregiunea continentală, aria protejată conține 5 habitate naturale: Formațiuni de Juniperus communis pe lande sau pajiști calcaroase, Formațiuni ierboase bogate în specii de Nardus, dezvoltate pe substraturi silicioase în zone montane (și în zone submontane, în Europa continentală), Pajiști cu Molinia pe soluri calcaroase, turboase sau argilos-nămoloase (Molinion caeruleae), Fânețe de joasă altitudine (Alopecurus pratensis, Sanguisorba officinalis), Păduri aluvionare cu Alnus glutinosa și Fraxinus excelsior (Alno-Padion, Alnion incanae, Salicion albae).
La baza desemnării sitului se află o specie protejată de  nevertebrate: phengaris nausithous (Maculinea nausithous).
Pe lângă speciile protejate, pe teritoriul sitului au mai fost identificate 8 specii de plante, 1 specie de nevertebrate, 1 specie de pești.